# Polystichum makinoi
Polystichum makinoi är en träjonväxtart som först beskrevs av Tag., och fick sitt nu gällande namn av Tag. Polystichum makinoi ingår i släktet Polystichum och familjen Dryopteridaceae. Inga underarter finns listade.